# 2021: La Guerre des mondes
Pour plus de détails, voir Fiche technique et Distribution.
2021: La Guerre des mondes (titre anglais : Alien Conquest) est un film d'action et de science-fiction américain réalisé par Mario N. Bonassin, sorti en 2021. Il met en vedettes comme acteurs principaux Emily Killian, Anthony Jensen et Tom Sizemore.

## Synopsis
Dans un avenir proche, la Terre est envahie par une flotte d’engins extraterrestres, déterminés à exterminer l'humanité. La guerre ravage notre planète et toutes les villes sont détruites, quand enfin on découvre le point faible des envahisseurs, ce qui rend possible la victoire finale de la race humaine.

## Fiche technique
- Réalisation : Mario N. Bonassin

## Distribution
- Emily Killian : Allison
- Anthony Jensen : Henry
- Tom Sizemore : général Reed
- Michael DeVorzon : Mark
- Emma Nasfell : Junie
- DeAngelo Davis : lieutenant Harris
- Paulina Nguyen : Alina
- Torrey Richardson : Rebecca
- Craig Gellis : Chris
- Jack Pearson : capitaine Oglivy
- Tammy Klein : opérateur de contrôle de mission
- Michelle Ng : Robin Tyler
- Ramiro Leal : sergent Holleran
- Sam Aaron : Tom
- Jeff Hoffman : le propriétaire
- Dan McCann : Jason
- Derek Ocampo : soldat
- Benjamin Sanchez : soldat[1]

## Sortie
Le film est sorti le 26 février 2021 aux États-Unis, son pays d’origine.